# Veseniće
Veseniće (Servisch cyrillisch Весениће) is een plaats in de Servische gemeente Tutin. De plaats telt 450 inwoners (2002).